# Cuy-Saint-Fiacre
Cuy-Saint-Fiacre là một xã trong vùng hành chính Normandie, thuộc tỉnh Seine-Maritime, quận Dieppe, tổng Gournay-en-Bray. Tọa độ địa lý của xã là 49° 30' vĩ độ bắc, 01° 41' kinh độ đông. Pavilly có điểm thấp nhất là 93 mét và điểm cao nhất là 160 mét. Xã có diện tích 9,63 km², dân số vào thời điểm 1999 là 531 người; mật độ dân số là 55 người/km².

## Thông tin nhân khẩu
| 1962 | 1968 | 1975 | 1982 | 1990 | 1999 |
| ---- | ---- | ---- | ---- | ---- | ---- |
| 373  | 381  | 352  | 436  | 535  | 531  |